# H-dag
H-dag eller Højretrafikomlægningen kaldes den dag, søndag den 3. september 1967, hvor Sverige gennemførte en omfattende trafikomlægning fra venstrekørsel til kørsel i højre side.

## Historie
I Sverige blev kørsel i højre side oprindelig fastsat ved forordning i 1718. Det blev bestemt ud fra postvognenes behov. Men allerede 16 år efter ændredes det. Ved en forordning i 1734 blev kørsel i venstre side fastslået i Sverige, og sådan forblev det de følgende 233 år.
I Sverige havde man diskuteret omlægning til højrekørsel siden 1920’erne. Det afgørende argument for højrekørsel var ønsket om at tilpasse sig nabolandene. I 1955 havde sagen så meget fokus, at man afholdt en vejledende folkeafstemning. Kun 15,5 procent af vælgerne stemte ja, 82,9 procent stemte nej til højrekørsel. Valgdeltagelsen var blot ca. 53 procent, men dog et markant flertal imod.
I 1960 vedtog Europarådet en resolution, der opfordrede medlemslandene til at skifte til højrekørsel. Det tog den svenske regering som en direkte opfordring. Allerede i 1960 blev der igen stillet forslag om højrekørsel. Nordisk Råd blandede sig og anbefalede, at Sverige skiftede til højrekørsel. I 1963 besluttede den svenske Riksdagen med stort flertal, at indføre højrekørsel. 294 rigsdagsmedlemmer stemte for, mens blot 50 stemte imod. Alle partier var splittede på sagen og mange rigsdagsmedlemmer krævede en folkeafstemning. H-dagen blev besluttet til at være søndag den 3. september 1967.
Fra efteråret 1966 begyndte en massiv kampagne for at gøre befolkningen klar til omlægningen. Første del af kampagnen bestod i at lære svenskerne at køre fornuftigt, ganske vist i venstre side. Nye regler, hastighedsbegrænsninger, bedre skiltning og det stadig gældende forbud for fodgængere mod at gå over for rødt.
De svenske biler, Volvo og Saab, fyldte godt på vejene dengang. Men de svenske biler var siden lang tid udstyret med rattet i venstre side af hensyn til eksporten. Omlægningen havde derfor ingen stor betydning for bilfabrikkerne. Men 7500 busser skulle tilpasses eller udskiftes, taxiholdepladser skulle flyttes, indkørsler til benzintanke og parkeringspladser blev ændret. Også vejstriberne skulle ændres. Det blev gjort tydeligere ved at Sverige gik fra gule striber til hvide striber i 1967. Der blev lavet særlige træningsbaner, hvor usikre bilister kunne prøve evnerne af.
I det sidste halvår var tv fyldt med kampagnespots for omlægningen. Herr Hötrik och Dagen H hed den tegneserie, der blev delt ud til skolebørn, og de fik små klistermærker med det store H, som blev satte op alle de steder, hvor man ellers ikke måtte klistre noget op. Gennem et ekstraordinært Melodi Grand Prix fandt man kampagnesangen med Telstars Håll dig till höger, Svensson (annars slutar det bara med en smäll!), som også havnede på Svensktoppen. Sangen sammenlignede venstretrafik med vänster-prassel (sidespring) og vänster-knäck (sort arbejde). Det blev en sand landeplage.
Dagen før skiftet sendte fjernsynet – der var kun en kanal – 12 timers program om omlægningen til højrekørsel. Lørdag aften skiftede det ugentlige talkshow Hylands Hörna (med Lennart Hyland som vært) navn til Hylands HögerHörna.
Det sidste hektiske døgn var 20.000 mand udkommanderet til at flytte 360.000 trafikskilte. Nye skilte var sat op i god tid på højre side af vejbanerne, overtrukket med sorte plastsække. Sommeren 1967 var Sverige fyldt med disse plastsække langs vejene, foruden de 130.000 særlige sekskantede gule H-skilte, som gjorde opmærksom på den kommende omlægning. De velkendte elgsdyrskilte blev flyttet til højre side af vejen. Samtidig blev skiltene spejlvendte, så bilisterne blev opmærksomme på, at elsdyr stadig kommer hurtigt fra den nærmeste side af vejen. I løbet af natten til den 3. september tog man plastsækkene af og satte dem på skiltene på venstre side. Også mange ensrettede gader blev ”vendt om”.
Der var kørselsforbud natten mellem 2. og 3. september fra klokken 1 til 6. Kun busser, taxier og udrykningskøretøjer måtte køre. Klokken 04.50 skulle alle stoppe op. Og klokken 05.00 skiftede de kørebane. Intervallet på ti minutters pause skyldtes, at man gik ud fra, at mange havde ure, der gik forkert. I hele Stockholm fastholdt man en hastighedsbegrænsning på 30 km/t i en uge efter omlægningen.
Rigsdagen havde kalkuleret med, at omlægningen skulle koste 400 mio. kr., som skulle finansieres at en skat på registrerede køretøjer 1967-70. Halvdelen af omkostningerne skulle bruges til køb og ombygning af busser. Passagererne kunne jo ikke stige på midt ude på vejen. Der blev bygget nye stoppesteder, kantsten blev rettet til. De første højretrafikbusser fik stoppesteder på små stoppestedsøer midt på vejene. Alle buschauffører fik i alt seks timers særlig uddannelse i at køre venstrestyrede busser. De skrottede busser blev sendt til Pakistan.
Stockholms og Helsingborgs sporvognstrafik ophørte ved H-dagen. Sporvognene var allerede ved at blive afviklet, men udgifterne til at omlægge spor fra venstre til højre blev for store. Den øvrige sporvognstrafik i Gøteborg, Malmø og Norrköping fortsatte efter at være ombygget til højrekørsel. I Malmø fortsatte sporvejsdriften dog kun til 1973.